# Karang Pelem
Karang Pelem is een bestuurslaag in het regentschap Sragen van de provincie Midden-Java, Indonesië. Karang Pelem telt 4412 inwoners (volkstelling 2010).